# Trochocyathus oahensis
Trochocyathus oahensis är en korallart som beskrevs av Vaughan 1907. Trochocyathus oahensis ingår i släktet Trochocyathus och familjen Caryophylliidae. Inga underarter finns listade i Catalogue of Life.